# Nikos Galis

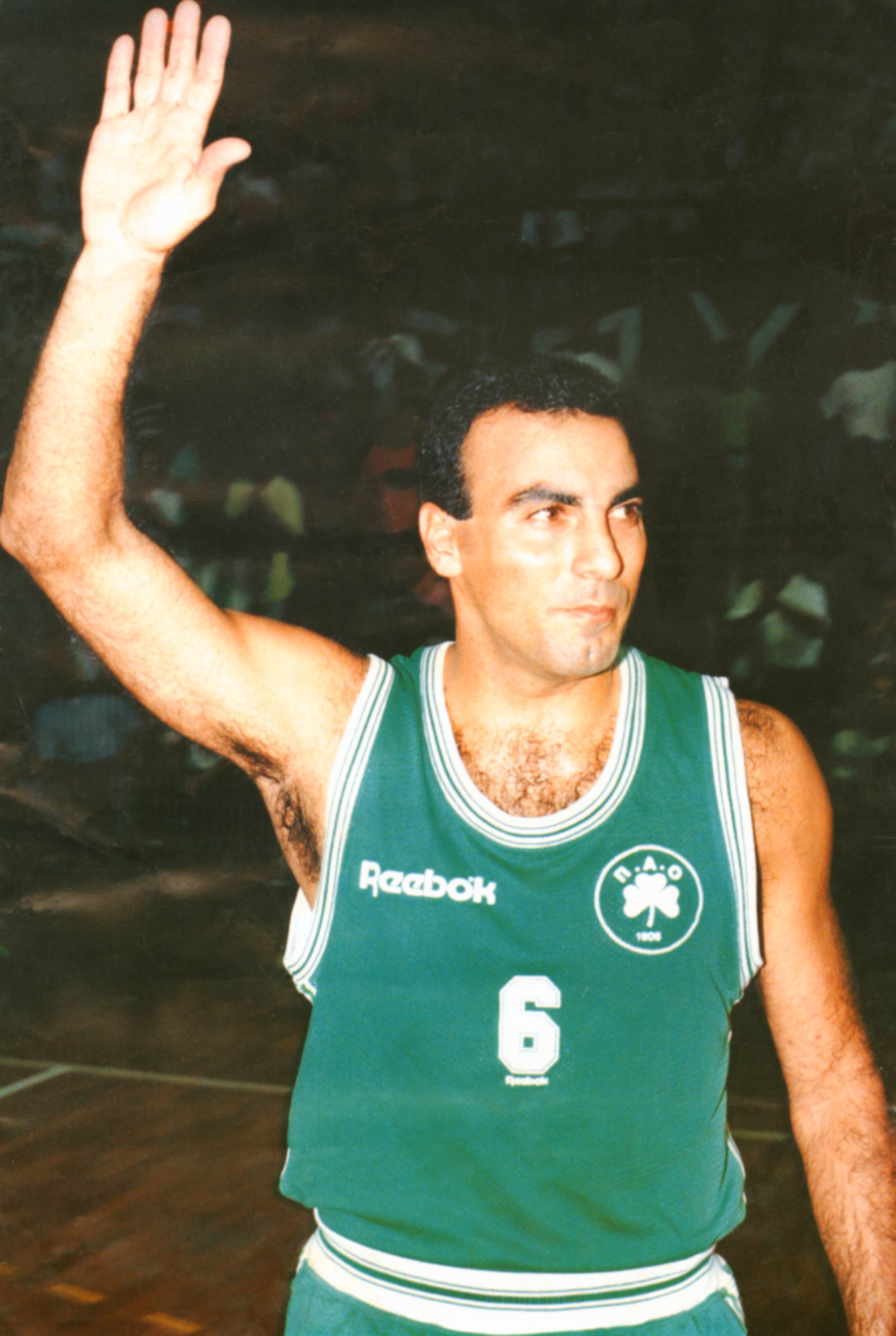

Nikolaos Georgalis (grekiska: Νικόλαος Γεωργαλής), född 23 juli 1957, ), oftast känd som Nikos Galis (grekiska: Νίκος Γκάλης), är en pensionerad grekisk professionell basketspelare. Galis anses allmänt vara en av Europas bästa poänggörare någonsin, och som en av de bästa spelarna genom tiderna i FIBA:s internationella baskethistoria. 1991 utsågs Galis till en av FIBA:s 50 största spelare. 2007 blev han en av de som valdes in i första omgången som medlem i FIBA Hall of Fame. 2008 valdes han till en av de 50 Greatest EuroLeague- Contributors. 2017 valdes han in i Naismith Memorial Basketball Hall of Fame.
Under sin collegebasketkarriär vid Seton Hall University spelade Galis point guard, men hans primära position under sin proffskarriär var shooting guard. Han tillbringade större delen av sin klubbkarriär med Aris Thessaloniki, innan han avslutade karriären med en sejour i Panathinaikos Athens. Bland kvalificerade spelare har han Euroleagues genom tiderna högsta poängsnitt per match, när man räknar både FIBA- och EuroLeague Basketball-epokerna (1958–nutid). Han var också ligans bästa poänggörare ett flertal gånger. I Europas främsta basketklubbstävling nådde han EuroLeague Final Four vid fyra tillfällen, varav tre år i rad med Aris (1988, 1989, 1990) och ytterligare ett år med Panathinaikos (1994). Galis vann åtta grekiska ligamästerskap, och han är också det grekiska mästerskapets ledande målskytt genom tiderna under amatör-eran, både i karriärpoäng och karriärpoängsnitt, när man räknar alla ligaformat, innan ligan blev fullt professionell till 1992–93 års säsong.
Galis ledde Greklands herrlandslag i basket till EuroBaskets guldmedalj 1987, och han blev turneringens MVP. Efter sin otroliga framgång med att vinna EuroBasket-titeln 1987 vann Galis både Mr. Europa och Euroscar- utmärkelserna som årets spelare. Han ledde också Grekland till en silvermedalj vid EuroBasket 1989, där han även valdes till All-EuroBasket Team. Sammantaget under sin landslagskarriär utsågs han till All-EuroBasket Team fyra gånger (1983, 1987, 1989, 1991). Bland hans många prestationer märks bl a EuroBaskets rekord för det högsta poängsnittet i karriären (31,2 poäng per match), och han var också den ledande poänggöraren i fyra EuroBasket-turneringar: 1983, 1987, 1989 och 1991. Galis innehar också två stora rekord i FIBA World Championship. Han innehar rekorden för det högsta poängsnittet i karriären (33,5 poäng per match), och flest totala poäng som någonsin gjorts i en enda turnering, som han satte vid FIBA World Championship 1986.
Galis, som utsågs till Årets grekiska manliga idrottare tre gånger (1986, 1987, 1989), är mycket vördad i Grekland, där han av många anses vara en av de största nationella idrottarna som landet någonsin har haft. Hans år med Aris Thessaloniki och det grekiska landslaget lyfte den grekiska basketbollen från en medioker nivå, till både europeisk och global maktstatus. Galis var sportikonen som så småningom inspirerade tusentals greker att börja spela basket.